# 马赫姆达瓦德
马赫姆达瓦德（Mahemdavad），是印度古吉拉特邦Kheda县的一个城镇。总人口30769（2001年）。

## 人口
该地2001年总人口30769人，其中男性16130人，女性14639人；0—6岁人口3541人，其中男1925人，女1616人；识字率70.37%，其中男性为77.12%，女性为62.92%。